# Campeonato de Portugal de 1921–22
O Campeonato de Portugal de 1921–22 foi a 1ª edição do Campeonato de Portugal. Realizou-se entre 4 de junho e 18 de junho de 1922. O Porto foi o campeão, após vencer o Sporting por 3-1 na finalíssima, sendo o 1º título do clube.
Após a derrota da seleção nacional na sua estreia, a União Portuguesa de Futebol (atual FPF) criou o Campeonato de Portugal devido à falta de existência de um campeonato nacional.

## Formato
Esta foi a primeira edição do Campeonato de Portugal, para a qual se qualificaram os vencedores dos Campeonatos Regionais. Por motivos financeiros, a AF Algarve e a AF Madeira não aderiram, por esses mesmos motivos, participaram nesta edição apenas os campeões regionais da AF Lisboa e da AF Porto.
Nesta edição as equipas defrontavam-se a duas mãos, em casa e fora, com recurso a finalíssima. A finalíssima seria apenas jogada caso cada equipa ganhasse um dos jogos ou caso ambos os jogos terminassem em empate. Esta finalíssima jogava-se em campo neutro e com recurso a prolongamento, se necessário.

## Participantes
| Equipa   | Cidade | Associação |
| -------- | ------ | ---------- |
| Porto    | Porto  | AF Porto   |
| Sporting | Lisboa | AF Lisboa  |

## 1ª mão
| 4 de junho                           | Porto                    | 2-1 | Sporting          | Porto                                                |  |
|                                      | - Tavares Basto 25', 86' |     | - Emílio Ramos 9' | Estádio: Campo da Constituição Árbitro: Merik Barley |  |
| Ver também: FC Porto vs. Sporting CP |                          |     |                   |                                                      |  |

## 2ª mão
| 11 de junho | Sporting                            | 2-0 | Porto | Lisboa                                          |  |
|             | - Henrique Portela - Torres Pereira |     |       | Estádio: Campo Grande Árbitro: Ezequiel Montero |  |

## Finalíssima
| 18 de junho | Porto                                                   | 3-1 (pro.) | Sporting           | Porto                                               |  |
|             | - Balbino Silva 51' - João Nunes 100' - João Brito 102' |            | - Emílio Ramos 70' | Estádio: Campo do Bessa Árbitro: José Neves Eugénio |  |